# Адамів
Ада́мів — село в Україні, у Полонській міській громаді Шепетівського району Хмельницької області.

## Географія
Село розташоване на лівому березі річки Хомора.

## Населення

### Мова
Розподіл населення за рідною мовою за даними перепису 2001 року:
| Мова       | Кількість | Відсоток |
| ---------- | --------- | -------- |
| українська | 377       | 100%     |

## Історія
1804–1923 належало до Новоград-Волинського повіту.
У кінці XIX століття в селі було 38 домів і 499 жителів.
У 1906 році село Полонської волості Новоград-Волинського повіту Волинської губернії. Відстань від повітового міста 66 верст, від волості 10. Дворів 120, мешканців 629.
7 (20) листопада 1917 року, відповідно до Третього Універсалу Української Центральної Ради, увійшло до складу Української Народної Республіки.
Село постраждало в часі Голодомору 1932—1933 років, за різними даними, померло до 65 осіб.
12 червня 2020 року, відповідно до розпорядження Кабінету Міністрів України № 727-р «Про визначення адміністративних центрів та затвердження територій територіальних громад Хмельницької області», увійшло до складу Полонської міської територіальної громади.
19 липня 2020 року, в результаті адміністративно-територіальної реформи та ліквідації Полонського району, село увійшло до складу Шепетівського району.